# روسلان آبازوف
روسلان آبازوف (روسی: Руслан Асланович Абазов؛ زادهٔ ۲۵ مهٔ ۱۹۹۳) بازیکن فوتبال اهل روسیه است.
از باشگاه‌هایی که در آن بازی کرده‌است می‌توان به باشگاه فوتبال تیومن، باشگاه فوتبال روتور ولگوگراد، باشگاه فوتبال روستوف، باشگاه فوتبال توسنو، و باشگاه فوتبال اسپارتاک نعلچیک اشاره کرد.
وی همچنین در تیم ملی فوتبال Russia U-18 بازی کرده‌است.